# Milanko Petrović
Milanko Petrović (serbisch-kyrillisch Миланко Петровић; * 21. September 1988 in Sjenica) ist ein ehemaliger serbischer Biathlet.
Milanko Petrović startet für den SK Jelenak. Er trat seit 2005 in Rennen des Junioren-Europacups an. 2006 startete er bei den Junioreneuropameisterschaften in Langdorf und wurde dort 75. im Einzel und 67. im Sprint. Im Sommer des Jahres lief der Serbe bei den Juniorenweltmeisterschaften im Sommerbiathlon in Ufa an und erreichte als beste Resultate 15. Ränge in Sprint und Verfolgung. Seit der Saison 2006/07 läuft Petrović im Biathlon-Europacup. Sein erstes Rennen bestritt er 2006 in Obertilliach und wurde 108. des Sprints. In Martell wurde er 2007 bei den Juniorenweltmeisterschaften eingesetzt und wurde dort 63. im Sprintrennen. Bei den Junioreneuropameisterschaften in Bansko war sein bestes Resultat ein 40. Rang im Einzel. Zu Auftakt der Saison 2007/08 debütierte Petrović in Kontiolahti im Biathlon-Weltcup. Im Einzel wurde er 118. 2008 folgten drei Großveranstaltungen aufeinander. Zunächst wurde Petrović 77. im Einzel und 76. im Sprint bei den Juniorenweltmeisterschaften in Ruhpolding, anschließend 102. im Einzel, 112. im Sprint und 24. im Staffelrennen bei den Biathlon-Weltmeisterschaften 2008 in Östersund. Nach der WM lief er noch bei den Biathlon-Europameisterschaften 2008 in Nové Město na Moravě und wurde dort 65. des Einzels. In der Haute-Maurienne lief Petrović schließlich bei den Sommerbiathlon-Weltmeisterschaften 2008. In den Wettbewerben im Crosslauf belegte der Serbe die Plätze 30 im Sprint und 25 in der Verfolgung, bei den besser besetzten Wettkämpfen auf Skirollern erreichte er die Ränge 28 im Sprint und 23 in der Verfolgung. Ein 67. Rang im Sprint von Presque Isle in der Saison 2010/11 war bislang das beste Weltcup-Ergebnis des Serben. Es war gleichzeitig Petrovićs erste Platzierung in den Top 100. Sein bestes Ergebnis im Europacup erreichte er bislang in einem schlecht besetzten Verfolgungsrennen in Bansko, das er 2007 als 17. beendete. Milanko Petrović nahm an den Olympischen Winterspielen 2010 teil. Sein bestes Resultat war der 81. Platz im Sprint. Im Einzel wurde er 87. Die Biathlon-Weltmeisterschaften 2011 in Chanty-Mansijsk brachten exakt dieselben Platzierungen wie die Olympischen Spiele. In der Saison 2011/12 erreichte Petrović mit einem Platz 51 im Einzel und Rang 58 bei einem Sprint in Nové Město na Moravě auf seine bis dahin besten Weltcup-Resultate. Dieses Ergebnis konnte Milanko Petrović beim Sprint in Oberhof in der Saison 2012/13 verbessern. Dort belegte er Rang 39 und gewann damit zum ersten Mal Weltcuppunkte. Es war zugleich der erste Punktgewinn eines serbischen Biathleten überhaupt im Weltcup. Weitere Punkte sammelte er als 40. in der Anschließenden Verfolgung und im weiteren Saisonverlauf als 35. eines Verfolgers am Holmenkollen in Oslo. Zudem startete er zuvor bei den Weltmeisterschaften 2012 in Ruhpolding und 2013 in Nové Město. In Bayern wurde er 112. des Einzels und 65. der Verfolgung, die Staffel wurde wie schon 2011 und auch erneut 2013 als überrundete Staffel aus dem Rennen genommen. In Tschechien wurde er zudem 88. des Einzels, qualifizierte sich als 49. des Sprints für die Verfolgung, bei der er mit Platz 47 sein bestes Ergebnis bei Weltmeisterschaften erreichte. Bei den Europameisterschaften 2012 in Osrblie belegte Petrović mit Rang neun im Sprint seine beste internationale Platzierung, wurde 23. der Verfolgung und 20. des Einzels, 2013 in Bansko wurde er 37. des Einzels und 22. des Sprints. In der Saison 2013/14 verbesserte Petrović seine Bestleistung im ersten Saisonsprint in Östersund auf den 31. Platz.
Neben Biathlon betreibt Petrović auch Skilanglauf. In der Sportart nimmt er ebenfalls seit 2005 immer wieder an Rennen teil. Hier startet er vor allem in unterklassigen Veranstaltungen, etwa in FIS-Rennen, Alpen-, Balkan- und Scandinavian-Cup. Seine Ergebnisse sind jedoch bislang nicht nennenswert, beste Resultate bewegen sich im Bereich der Top 20. Bei den Balkanmeisterschaften gewann er 2003 die Bronzemedaille im 10-Kilometer-Rennen. Im Dezember 2013 holte er bei der Winter-Universiade in Lago di Tesero Gold über 10 km Freistil. Bei den Olympischen Winterspielen 2014 in Sotschi trat er im Biathlon und im Skilanglauf an. Im Biathlon belegte er den 69. Rang im Sprint und im Einzel. Im Skilanglauf war der 50. Rang im 50-km-Massenstartrennen sein bestes Ergebnis.

## Biathlon-Weltcup-Platzierungen
Die Tabelle zeigt alle Platzierungen (je nach Austragungsjahr einschließlich Olympische Spiele und Weltmeisterschaften).
- 1.–3. Platz: Anzahl der Podiumsplatzierungen
- Top 10: Anzahl der Platzierungen unter den ersten zehn (einschließlich Podium)
- Punkteränge: Anzahl der Platzierungen innerhalb der Punkteränge (einschließlich Podium und Top 10)
- Starts: Anzahl gelaufener Rennen in der jeweiligen Disziplin
- Staffel: inklusive Mixed- und Single-Mixed-Staffeln

| Platzierung              | Einzel | Sprint | Verfolgung | Massenstart | Staffel | Gesamt |
| ------------------------ | ------ | ------ | ---------- | ----------- | ------- | ------ |
| 1. Platz                 |        |        |            |             |         |        |
| 2. Platz                 |        |        |            |             |         |        |
| 3. Platz                 |        |        |            |             |         |        |
| Top 10                   |        |        |            |             |         |        |
| Punkteränge              | 1      | 3      | 2          |             | 19      | 25     |
| Starts                   | 20     | 51     | 7          |             | 19      | 97     |
| Stand: 31. Dezember 2021 |        |        |            |             |         |        |